# Маріян Коць
Маріян Павло Коць (29 червня 1922, Львів — 2 березня 2011, там само)  — визначний меценат, громадсько-культурний діяч, журналіст, видавець.

## Біографія
Народився в Україні, а життя прожив у Сполучених Штатах, неподалік Нью-Йорка. Разом із дружиною Іванною щедрими датками підтримував Асоціацію дослідників голодоморів, Музей гетьманства, композиторський конкурс в рамках «КиївМузикФесту», донецькі школи та дітей Чорнобиля… На його гроші побачили світ понад півсотні книжок визначних письменників, шкільні підручники тощо. Ім'я Іванни та Мар'яна Коців віднедавна носить відділ періодичних видань Львівської наукової бібліотеки імені Василя Стефаника.
Маріян Коць народився 29 червня 1922 року у Львові. Навчався у Холминській українській гімназії. 1939 року з приходом радянських військ емігрує до Польщі. Там до літа 1941 року працював директором української школи в селі Ганна на Підляшші. В школі займався не тільки господарсько-адміністративними справами, а й викладав деякі дисципліни. Після повернення у Львів екстерном закінчив гімназію і вступив до Львівського політехнічного університету.
Після Другої світової війни виїздить до Німеччини, опиняється у таборі для переміщених осіб. Тут у Німеччині зустрів дівчину з України — Іванну, яка згодом стала його дружиною. Працював урядником УНРРА, організовував табори утікачів і дитячі сирітські осередки у Штравбінгу, Деґґендорфі, Ландсгуті. Протягом 1945—1947 років завідував Бюро статистики та оперативних рапортів Адміністрації допомоги й відбудови Об'єднаних Націй (УНРРА), у 1947—1948 роках працював у Міжнародній організації у справах біженців.
Від 1952 року мешкав у Нью-Йорку. У 1953–54 роках навчався у Нью-Йоркському університеті. Пішов працювати на швейну фабрику, але пропрацював там не більше тижня, робота була нудною і одноманітною. Потім влаштовується на тютюнову фабрику, де працював фабричним фінансистом — з цього й розпочалась його успішна кар'єра. Керував експортним відділом компанії «П. Льорілард», працював у банку, очолив українську кооперацію «Самопоміч» у Джерсі-Сіті, був обраний віце-президентом Центрального українського кооперативу Америки.
Паралельно, з ростом фінансових можливостей, М. Коць розгортав просвітницьку, наукову й доброчинну діяльність, тривалий час очолював Інститут східноєвропейських досліджень ім. В. Липинського, був співзасновником Українського соціологічного інституту, редактором кількох періодичних видань, зокрема «Наша громада», «XXI століття», «Голос діаспори».

## Видавнича діяльність
Відкрив власне видавництво у місті Лексинґтон, штат Нью-Йорк. У 1964—1971 роках профінансував фундаментальне видання «Українські народні мелодії» в 7-ми томах. У 1970 році опублікував «Релігійні твори Олександра Кошиця». Видавав наукові монографії, художню літературу. У багатьох бібліотеках України сьогодні є книги з поміткою «Видавництво Маріяна Коця». Після здобуття Україною незалежності став фундатором першої в Україні офсетної друкарні. За його підтримки було видано понад 100 книг, зокрема «Піонери музичного мистецтва в Галичині», «Голод в Україні 1946—1947: Документи і матеріали», «Голодовка: 1932—1933 роки на Переяславщині: Свідчення», «Грушевський М. Вибрані листи до Кирила Студинського (1891—1941)». Більшість видань не були комерційними і не приносили ніяких прибутків. У книговидавничій справі М. Коць передусім був меценатом.

## Внесок Маріяна Коця у збереження і популяризацію гетьманської спадщини в Україні
Маріян Коць ініціював створення благодійного «Фонду Івана Мазепи», коштами якого було реставровано будинок Мазепи в Києві і створено Музей гетьманства. Відкриття музею відбулося 11 березня 1993 року. Меценат зробив значний внесок у музейну збірку, придбавши для неї документи, твори мистецтва, предмети козацької старовини. Був ініціатором організації зустрічей з глядачами, проведення вечорів пам'яті, вшанування імен видатних українців.
Маріян Коць став ініціатором, натхненником та спонсором встановлення першого пам'ятника гетьману Мазепі в Україні та Європі у селі Мазепинцях Київської області.

## Маріян Коць— представник Асоціації дослідників голодомору 1932-33рр
Маріян Коць був одним із фундаторів і почесних членів Асоціації дослідників голодоморів в Україні, представником Ради Асоціації в українській діаспорі США. Впродовж десятиліть провадив активну діяльність за визнання на світовому рівні Голодомору 1933-го геноцидом українського народу, звертався з цією метою до президентів, церковних діячів різних країн. Голова асоціації Лідія Коваленко-Маняк у інтерв'ю кореспонденту журналу «Сучасність» у 1993 році підкреслювала:
|  | «Ми маємо тісні зв’язки з багатьма ентузіастами в діаспорі. Насамперед хочу назвати видавця із Сполучених Штатів Маріяна Коця — справжнього подвижника, повноважного представника асоціації в діаспорі, який 1983 року організував у своїх краях таке вшанування пам’яті жертв українського Голодомору, що тамтешні люди досі пам'ятають». |

У листі до Папи Римського Івана Павла II М. Коць писав:
|  | «Цього року сповняється п’ятдесятиліття від несусвітнього виморення голодом семи мільйонів українців. Чи ж можна придумати більш бестіяльську смерть, як конфіскату всякої поживи у найбільш родючішій країні Європи й старанно допильнувати виконання голодомору? Уклінно прошу Вашу Святість нагадати світові про голодомор семи мільйонів українців, про наші претензії до цього світу, бо тільки Ваша Святість можуть зрушити сумління сучасного людства, починаючи від Католицької Церкви й усіх Вірних, осібним Пастирським Листом доручити в одну неділю листопада чи грудня вшанувати пам’ять заморених голодом жертв мого народу. Тільки Ваша Святість можуть звернути увагу некатолицьких Церков, державних мужів вільного світу, представників Об'єднаних Націй, діячів культури, працівників масової інформації, бо всі вони співвинні у замовчуванні цього прежахливого злочину із злочинів, якого дослідження вимагають державних фінансувань і співдії. Кожноденно молитиму Всевишнього Господа, аби оце моє письмо дійшло до рук Вашої Святости, знаючи, що грандіозні струси сумління робляться тільки за Божим благословенням». |

1999 р. у спонсорованому ним виданні «Портрет темряви: Свідчення, документи і матеріали» М. Коць зазначав:
|  | «…Живемо в епосі, коли нашим обов'язком є утвердження самобутності через єдність, співдружність, ініціативність, національну гідність. Голодомори в Україні мусять увійти в історію усіх націй світу, а це станеться щойно тоді, коли ми самі житимемо пам'яттю про цей сатанинський період нашої історії». |

М. Коць — активний учасник ряду конференцій, автор низки наукових статей з історії й культури України. У доповіді на міжнародній науковій конференції «Голод 1946—1947 рр. в Україні: причини і наслідки» (Київ, 27 травня 1997) він зазначав: 
|  | «Самої діяльності, навіть якщо вона пов’язана з внутрішнім покликанням і вродженою працелюбністю, інколи не вистачає для усвідомлення важливості нашого земного покликання. Досягнуті пости на урядовому, церковному чи світському рівні часто мають ознаки поверховості й так оцінюються після залишення постів самими діячами, а що ж говорити про їх історичну тяглість і будучність. Бувальщина, матеріальні здобутки не є виключною метою життя людини. Щасливішими є ті, які живуть не для себе, а присвячують, віддають повністю кожноденний труд з думкою про потреби інших». |

У слові «Від видавництва» до наукового видання «Чорні жнива: Голод 1932—1933 рр. у Валківському та Коломацькому районах Харківщини (документи, спогади, списки померлих)», яке побачило світ у 1997 році, Маріян Коць так звертався до дослідників:
|  | «Самозрозуміло, що документи й свідчення повинні мати пряме відношення до фактів: хто, коли, що, як, чому, де, скільки вчинив чи постраждав. Це в першу чергу, а вже опісля сила почувань і переживань жаху. Тому бажаючим виконувати гуманітарну місію радимо звертатися за консультаціями до Асоціації дослідників голодоморів. Тільки наша активна праця й переборювання інколи непосильних перепон може дати історичний плід. Ми є й будемо тими, які вирішили заповнити прогалину у світовій історії людства й познайомити всі народи із найбільшим замовчуваним злочином — голодомором-геноцидом 1932–1933 років в Україні». |

Як меценат М. Коць профінансував значну кількість наукових і науково-популярних книг з історії України. Тисячі спогадів про Голодомор, зібраних активістами Асоціації дослідників голодоморів в Україні за 19 років її діяльності, багато матеріалів, проведених асоціацією та Інститутом історії України НАН України наукових конференцій на тему голодоморів, стало можливим видати тільки завдяки М. Коцю, який покривав витрати видання із власної кишені й коштів українців Півдня Америки, які йому довіряли.

## Конкурс композиторів імені Іванни і Маріяна Коців
Композиторський конкурс у межах «КиївМузикФесту» вперше відбувся у 1991 році за ініціативи і фінансового сприяння Маріяна Коця та його дружини. Рушієм ідеї заснування цього конкурсу було бажання подружжя віднайти видатного композитора в Україні. Їх турбувало питання — чому така велика, співоча Україна не має свого Гріга чи Штрауса?
Перший конкурс мав ретроспективний характер, до участі допускалися твори українських композиторів, написані у 1960—1991 роках. Другий — присвячений темі Голодомору геноциду 1932–33 рр. На третій конкурс українських композиторів приймались твори на тему Чорнобильської катастрофи. Четвертий присвячувався Україні. П'ятий і останній — творчості жінок-композиторів. Конкурси відбувалися з 1991 по 1995 роки.

## Нагороди і звання
М. Коць — кавалер орденів «За заслуги» 3-го, 2-го й 1-го ступенів (1998, 2005, 2007) за вагомий особистий внесок у справу повернення в Україну культурних цінностей, дослідження голодоморів, привернення уваги міжнародної спільноти до визнання Голодомору 1932—1933 років актом геноциду українського народу, активну громадську діяльність з метою вшанування пам'яті жертв народної трагедії. 2002 р.
Рішенням Дубнівської міської ради за № 472 від 11 жовтня 1995 року Маріянові Коцю присвоєно звання «Почесний громадянин» міста Дубна.
Українська православна церква Київського патріархату відзначила М. Коця орденом Св. Володимира за саможертовну благодійну діяльність в справі національного відродження.
Ліга українських меценатів присудила йому премію імені Є. Чикаленка.
Маріян Коць був членом редколегій ряду книг і журналів, зокрема «Березіль» у Харкові та «Борисфен» у Дніпропетровську. М. Коць — співзасновник організації допомоги дітям Чорнобиля, опікун школи сиріт в Бахмуті, жертводавець 250 тис. доларів на комп'ютери для українських шкіл Донбасу. Будучи щедрим жертводавцем, М. Коць особисто контролював використання наданих ним коштів на відповідні цілі та програми.

Приймаючи 2010 року «Орден Лева» за визначні заслуги перед рідним містом, відомий український меценат промовив:
|  | Кожного дня я працював щиро і повністю віддано. І саме це дало мені щастя дожити до моїх років і побачити Незалежність. |

Поховано М. Коця, за його заповітом, в Україні на Личаківському кладовищі Львова , поле № 26. Останнім подарунком Маріяна Коця стало передання Львівській науковій бібліотеці близько 5-ти тисяч книг власної бібліотеки, а також 148 мистецьких творів і скульптур українських митців XX століття. Нині передані Маріяном Коцем мистецькі твори і скульптури експонуються у відділі Львівської наукової бібліотеки імені Василя Стефаника Національної Академії наук України — палаці мистецтв Омеляна та Тетяни Антоновичів, що знаходиться у будівлі колишнього арсеналу Сенявських.